# Damien Inglis
Damien Roberto Inglis (ur. 20 maja 1995 w Kajennie) – francuski koszykarz, występujący na pozycji skrzydłowego, aktualnie zawodnik AS Monaco Basket.
W 2014 wystąpił w meczu wschodzących gwiazd - Nike Hoop Summit.
29 czerwca 2016 został zwolniony przez klub Bucks. Sezon 2016/2017 spędził z Westchester Knicks, następnie dołączył do włoskiego Betaland Capo d'Orlando. 19 października 2017 opuścił Betaland Capo d'Orlando, po rozegraniu 3 spotkań ligi włoskiej (6 punktów, 5,3 zbiórki, 1,3 asysty na mecz) i 4 Ligi Mistrzów (11,5 punktu, 4 zbiórki, 2,8 asysty, 1 przechwyt).
2 października 2018 dołączył do Limoges CSP Elite.
5 lipca 2019 podpisał kolejną w karierze umowę z zespołem Strasburg IG.
27 lipca 2020 został zawodnikiem AS Monaco Basket.

## Osiągnięcia
Stan na 27 lipca 2020, na podstawie, o ile nie zaznaczono inaczej.
Drużynowe
- 3. miejsce podczas mistrzostw Francji (2018)
- Zdobywca pucharu Francji (2018)
- Uczestnik rozgrywek Ligi Mistrzów (2019/2020)

Indywidualne
- Zaliczony do I składu turnieju Belgrad NIJT (2013)
- Uczestnik meczu gwiazd francuskiej ligi LNB Pro A (2019)

Reprezentacja
- Uczestnik:
  - Eurobasketu:
    - U–18 (2013 – 7. miejsce)
    - U–16 (2010 – 6. miejsce, 2011 – 4. miejsce)

  - mistrzostw świata U–17 (2012 – 10. miejsce)
- Zaliczony do I składu Eurobasketu U–16 (2011)